# Β-Sitostérol
Le β-sitostérol est un stérol végétal (ou phytostérol) naturellement présent dans la nature.

## Source
Le β-sitostérol est naturellement présent dans la nature. On en trouve dans les graines de plantes, fruits et légumes : les noix  du pacanier, la noix (du noyer commun), le noyau de la drupe du Serenoa repens, les graines de citrouille,  graine d’Anacardier, le son de riz, le germe de blé (le préfixe sito- du mot sitostérol vient du grec ancien σῖτος qui signifie grain, blé ou orge, et par extension toute nourriture végétale), le grain de maïs, graine de soja, l’akène de l’argousier et la baie de Goji ou la racine d'harpagophytum.
Le β-sitostérol a une  structure chimique similaire à celle du cholestérol. Il est aussi trouvé sous forme hétéroside, la β-sistéroline.

## Utilisation
La fonction des stérols dans les plantes est identique à celle du cholestérol chez l’homme qui consiste au maintien de la structure et du fonctionnement de la membrane cellulaire. 
Chez l’homme, le β-sitostérol réduit le taux de cholestérol dans le sang et est utilisé pour le traitement de l'hyperplasie bénigne de la prostate.